# Pole. (cantante)
Andrés López Lancha (Toledo, 1999), conocido como Pole. es un músico y cantautor español de varios géneros musicales, destacando hip hop y pop. Tras el lanzamiento de varios singles desde 2019, lanzó su primer LP en 2021 llamado Tutto Bene. Desde entonces emprendió una carrera musical muy acelerada, consiguiendo varias colaboraciones importantes en varios singles con Estopa, Aitana y Dani Martín.